# Heiko Herrlich
Heiko Herrlich (* 3. prosince 1971, Mannheim) je bývalý německý fotbalový útočník a reprezentant, později fotbalový trenér.
Od roku 2020 působí jako trenér FC Augsburg.

## Klubová kariéra
Heiko Herrlich hrál na profesionální úrovni za německé kluby Bayer 04 Leverkusen, Borussia Mönchengladbach a Borussia Dortmund.
V sezóně 1994/95 se stal v dresu Borussie Dortmund s 20 brankami nejlepším střelcem německé Bundesligy (společně s Mario Baslerem).
S Borussií vyhrál Ligu mistrů UEFA 1996/97.

## Reprezentační kariéra
V A-mužstvu Německa debutoval 29. 3. 1995 v kvalifikačním zápase v Tbilisi proti domácímu týmu Gruzie (výhra 2:0).
V německém národním týmu odehrál v roce 1995 celkem 5 kvalifikačních zápasů a vstřelil jednu branku.

## Trenérská kariéra
Jako trenér vedl zejména mládežnické týmy německých klubů či reprezentací.